# Transacqua
Transacqua est une ancienne commune italienne d'environ 2 100 habitants située dans la province autonome de Trente dans la région du Trentin-Haut-Adige dans le nord-est de l'Italie. Elle fusionne le 1er janvier 2016 avec Fiera di Primiero, Siror et Tonadico pour former Primiero San Martino di Castrozza.

## Administration
| Période                                  | Période | Identité | Étiquette | Qualité |
| ---------------------------------------- | ------- | -------- | --------- | ------- |
|                                          |         |          |           |         |
| Les données manquantes sont à compléter. |         |          |           |         |

### Hameaux
Ormanico, Pieve

### Communes limitrophes
Siror, Sagron Mis, Mezzano, Cesiomaggiore, Tonadico, Fiera di Primiero